# Mentol
El mentol es un alcohol secundario saturado, que se encuentra en los aceites de algunas especies de menta, principalmente en Mentha arvensis y menta piperita (Mentha x piperita); es un sólido cristalino que funde alrededor de los 40 °C (104 °F) y que se emplea en medicina y en algunos cigarrillos porque posee un efecto refrescante sobre las mucosas. Tiene también propiedades antipruriginosas y antisépticas. Es insoluble en agua y soluble en alcohol y éter.
El mentol es un compuesto orgánico que se puede obtener tanto sintéticamente como de la naturaleza (menta). Es una sustancia cristalina cerosa, clara o de color blanco, que es sólida a temperatura ambiente y se funde ligeramente por encima de dicha temperatura. La forma principal del mentol que se encuentra en la naturaleza es el (-)-mentol, al que se le asigna la configuración (1R, 2S, 5R). 
Tiene 7 posibles estereoisómeros más, con nombres vulgares como el propio mentol. Son el isomentol, neomentol y  neoisomentol con sus correspondientes compuestos especulares o enantiómeros:
Los enantiómeros (+) y (-) del mentol son los más estables conformacionalmente (conformación del ciclohexano) de entre estos isómeros. Con el anillo en una conformación de silla, los tres grupos voluminosos se pueden orientar en posiciones ecuatoriales, lo cual explica su estabilidad.

### Usos
Se utiliza como ingrediente en los siguientes tipos de productos:
- La inmensa mayoría de las pastas dentífricas.
- Chicles y caramelos con sabor a menta.
- Caramelos para tratar la irritación faríngea (combinado con aceite esencial de eucalipto).
- Aceite de menta.
- Medicamentos para el herpes labial (boqueras o fuegos).
- Ungüentos para tratar dolores (Ben-Gay, Therapeutic Mineral Ice).
- Inhaladores, pastillas o ungüentos para tratar la congestión nasal.
- Cremas y lociones para aliviar la picazón.[4]
- Medicamentos para tratar las encías, boca, garganta irritadas.
- Enjuagues bucales.
- Crema para infección vaginal.
- Geles mentolados balsámicos para pies.
- Soluciones antialopécicas junto con otros activos como minoxidil.
- Polvos para quitar el picor.
- Geles para piernas pesadas.
- Cremas refrescantes para pies.
- La inhalación de sus vapores han demostrado resultados prometedores al reducir la inflamación, reforzar el sistema inmunitario y estimular las vías cerebrales, lo que ofrece una posibilidad clínica para tratar el deterioro cognitivo o Alzheimer.[5]

El uso de mentol está desaconsejado en los productos cosméticos destinados a niños menores de tres años.
El mentol, después de la aplicación tópica, provoca una sensación de frescor debido a la estimulación de los "receptores de frío" mediante la inhibición de las corrientes de Ca++ de las membranas neuronales. Debido a este bloqueo de los canales de Ca++, el mentol posee estas propiedades analgésicas, por lo que se ha investigado su potencial efecto antinociceptivo.

## Sobredosis
Se pueden presentar los siguientes síntomas:
- Vejiga y riñones:
  - Sangre en la orina.
  - Disminución o ausencia del gasto urinario.
- Pulmonares:
  - Respiración superficial.
  - Puede también ser rápida.
- Gastrointestinales:
  - Dolor abdominal.
  - Diarrea.
  - Náuseas.
  - Vómitos.
- Cardiovasculares:
  - Latidos cardíacos rápidos.
- Sistema nervioso:
  - Pérdida del conocimiento.
  - Mareo.
  - Convulsiones.
- Efectos adversos en aplicación tópica:
  - irritación de la piel, dermatitis.

Si el mentol está bajo la forma de crema o ungüento, se debe limpiar cualquier residuo que permanezca sobre la piel y contactar al Centro de Control de Envenenamientos para más indicaciones. Inmediatamente se debe buscar asistencia médica de emergencia.